# Демографічна криза в Росії

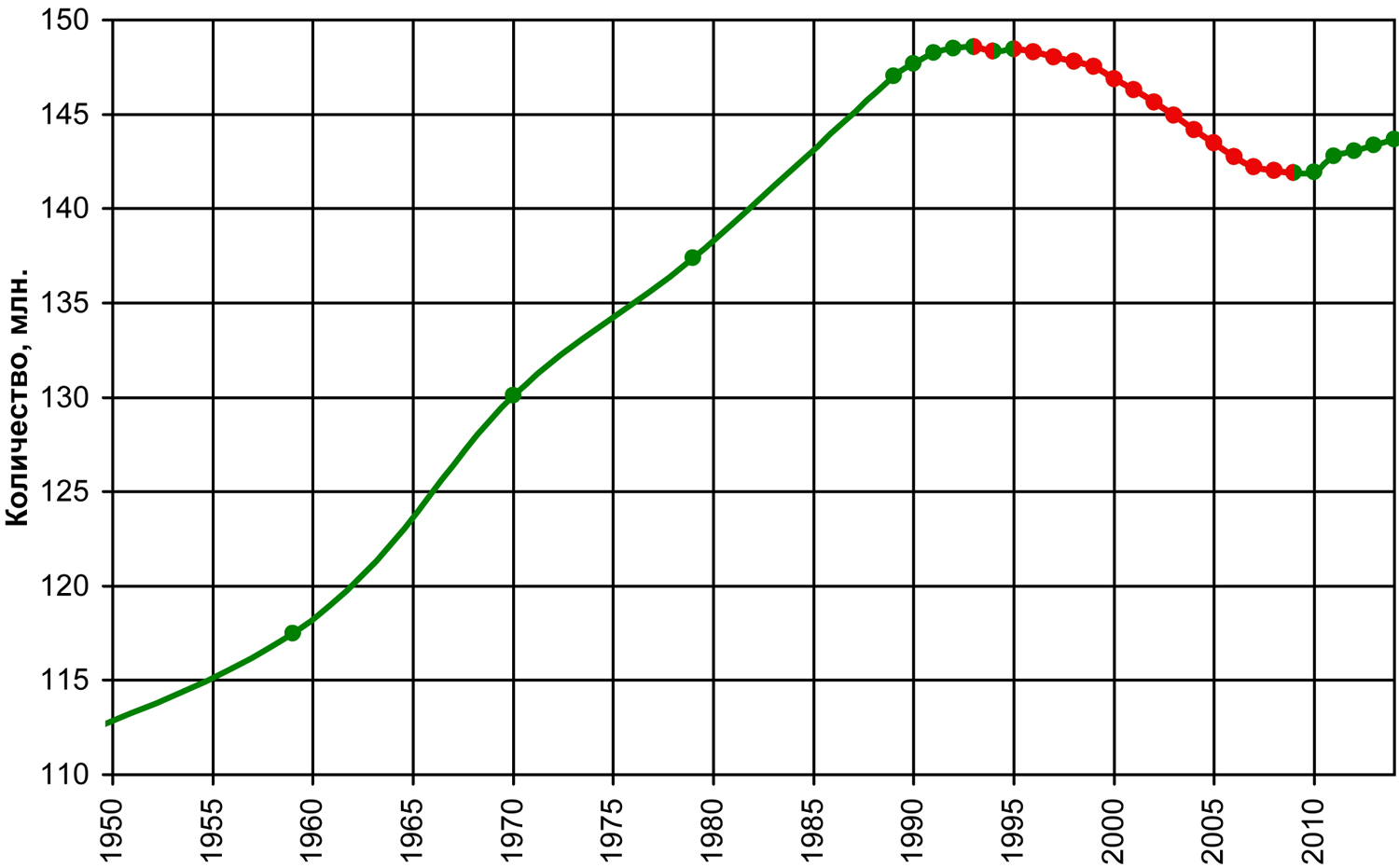
Чисельність населення Росії в 1950-2014 роках

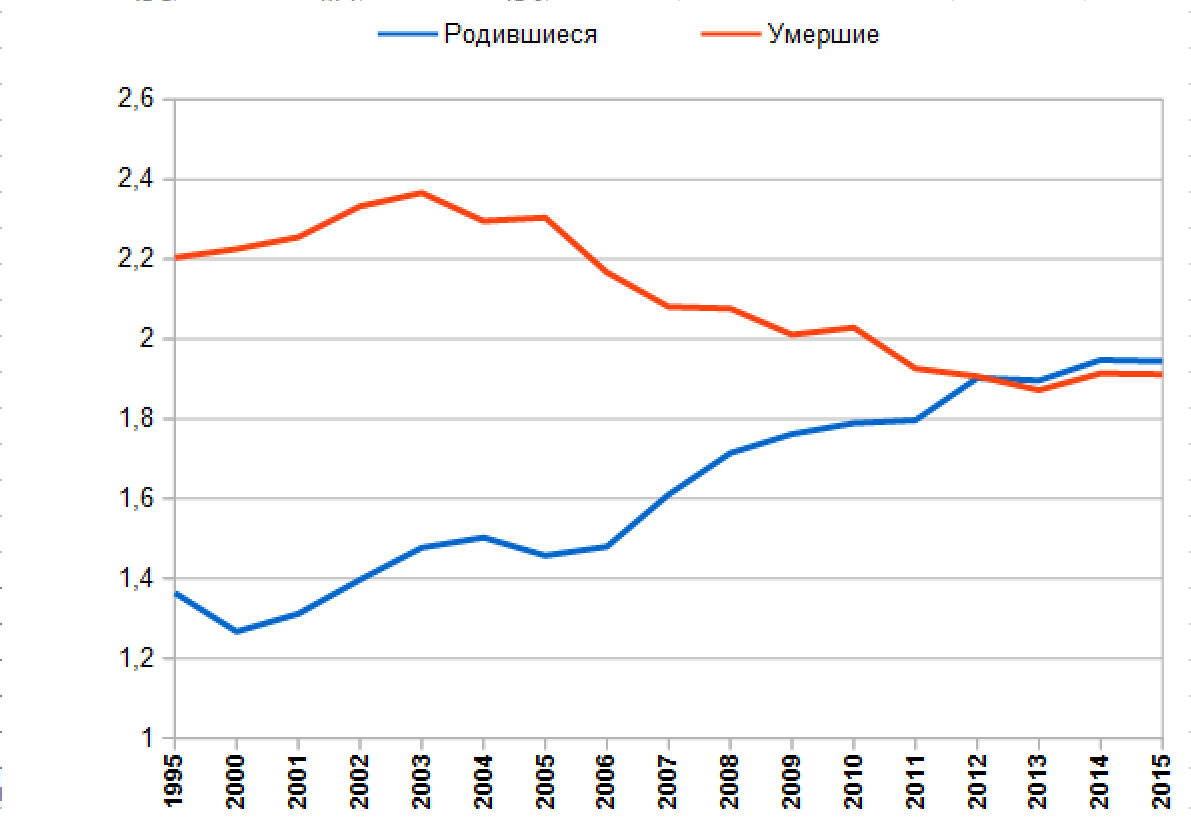
Динаміка чисельності народжених і померлих в Росії
у 1990-2015 рр., млн осіб

Демографічна криза в Російській Федерації — глибоке порушення відтворення населення Росії, що призводить до багатьох демографічних, соціальних та економічних проблем.

## Історія
У XX столітті Росія пережила кілька демографічних криз, утворення яких пов'язують з наступними подіями:
- Перша світова війна (1914-1918), Громадянська війна (1917-1922);
- Колективізація в СРСР, Голодомор (1932-1933), що привели до форсованого розвалу сільського укладу життя і надзвичайно швидка урбанізація в 1929-1934 роки (за 5 років частка міського населення зросла з 17 % на початку 1929 до 34 % до 1935 році (коли була введена прописка і сувора паспортна система, обмежила приплив селян у міста), для порівняння у 1861-1917 роках (56 років) частка міського населення зросла лише з 10 % до 16,5 %; Руйнування сільського укладу життя в СРСР передувало урбанізації, що нагадує скоріше Латинську Америку, ніж розвинені країни.
- Друга світова війна, депортації народів, післявоєнний голод.

З 1925 по 2000 рік сумарний коефіцієнт народжуваності в Росії знизився на 5,59 дитини в розрахунку на одну жінку (з 6,80 до 1,21). З них 3,97 дитини, або 71 % загального зниження припадають на 1925-1955 роки, але, незважаючи на цей спад і втрати в результаті війни, населення РРФСР за 1925-1955 роки зросло на 25 млн. чоловік. Різкий спад коефіцієнту народжуваності стався на рубежі 1980-х і 1990-х; в цей же час смертність в Росії перевищила народжуваність.

## Радянський період
Під час Першої світової і громадянської воєн народжуваність різко скоротилася, але до середини 1920-х років народжуваність населення, головним чином за рахунок селянської України, інших районів СРСР нормалізувалася, і відновилася довоєнна висока народжуваність.
У 1930-х роках почався різкий спад народжуваності, при цьому смертність залишалася на високому рівні. На думку А. Р. Вишневського, демографічні втрати тільки в період 1926-1940 років склали понад 9 млн осіб. 
Після перших трьох криз чисельність населення в країні вдавалося відновити. Після 1945 року в СРСР завдяки поширенню антибіотиків відбулося різке падіння дитячої смертності мав місце сплеск природного приросту, і вже до 1955 населення країни досягло довоєнного рівня. Однак процес зниження народжуваності (найбільш швидко йде в РРФСР в 1930-1950-х роках) поступово зменшив і природний приріст.
З 1948 по 1989 роки в СРСР відзначався постійний природний приріст населення — приблизно на 1 % в рік. Однак найбільше зростання населення було в республіках Середньої Азії і Закавказзя; в РРФСР же сумарний коефіцієнт народжуваності короткочасно опускався нижче рівня простого відтворення поколінь, ще на початку 1970-х.
З серпня 1954 року в СРСР припинено переслідування за аборти, а з листопада 1955 року — знову дозволені вільні аборти, проведені за бажанням жінки виключно в медичних установах, що призвело до значного зростання кількості абортів. Статистика абортів у СРСР була засекречена і оприлюднена лише в кінці 1980-х років. СРСР займав одне з перших місць у світі за кількістю абортів на число народжених дітей. Пік кількості абортів припав на 1965 рік — 5,6 млн абортів, що було максимальним за всю історію Росії.
Невелике зростання народжуваності відбулося у 1985, але вже через кілька років розпочався четвертий демографічна криза. В даний час, за підрахунками експертів, для відновлення дореформеного рівня кожна жінка у країні повинна мати щонайменше двох дітей, а у 40 % сімей має бути по три дитини, що на практиці неможливо забезпечити, а тому при відсутності адекватної демографічної політики з кожним поколінням кількість дітей буде лише зменшуватися, а повне відновлення демографічних втрат буде неможливим. 
Криза триває вже більше 20 років, і незважаючи на відсутність війн і репресій, народжуваність залишається на вкрай низькому рівні, хоча останнім часом вона досить повільними темпами зростає. В результаті демографічного переходу народжуваність впала до рівня розвинених країн, в той час як смертність досягла рівня відсталих країн. Зростання населення в Росії припинилося з 1991 року.

## В Російській Федерації
За даними Перепису населення 2002 року чисельність населення Росії з 1989 по 2002 рік скоротилася на 1,8 млн. Загальносвітова тенденція була протилежна: відношення кількості народжень до смертей дорівнювала 2,6. Особливо велика смертність серед російських чоловіків, середня тривалість життя яких 61,4 роки. Середня тривалість життя жінок за той же період склала 73,9 року.
Відповідно до щорічної Доповіді Фонду ООН в області народонаселення за 2004 рік, в Росії тривала демографічна криза. Згідно з прогнозом в оприлюдненій на початку жовтня 2009 року доповіді Програми розвитку ООН, Росія втратить до 2025 року 11 мільйонів осіб населення. В цілому за 2011 рік населення країни вперше незначно зросло — на 188,9 тис. осіб (або на 0,1 %). Тенденція продовжилася за даними статистики у 2012 році.
У 2012 році в Росії збільшилося число народжених в 78 суб'єктах країни, і знизилося число померлих в 62 регіонах. Всього за 2012 рік в РФ народилося 1 896 263 осіб, померло 1 898 836 осіб. Порівняно з аналогічним періодом 2011 року кількість померлих в РФ скоротилося на 26 200 осіб, а кількість народжених збільшилася на 102 435 осіб (приріст 5,7 %). Природний спад населення склав 2 573 людини.
Згідно з деякими розрахунками, економічна криза, що почався в кінці 2014 року в Росії, може призвести до нової хвилі демографічної кризи.
У 2014-2015 роках в Росії почала зростати смертність, знизилася народжуваність і, як наслідок, збільшився від'ємний природний приріст населення і чисельність постійного населення. Так, в I кварталі 2015 р. відзначалося зниження числа народжених (у 53 суб'єктах Російської Федерації) і збільшення числа померлих (в 74 суб'єктах Російської Федерації). Тоді число померлих перевищило число народжених на 11,5 % (у I кварталі 2014 р. — на 5,5 %), у 19 суб'єктах Російської Федерації це перевищення склало 1,5 — 1,9 рази. З початку року кількість жителів Росії зменшилося на 9,9 тис. осіб, або на 0,01 % . Міграційний приріст лише на 81,1 % компенсував чисельні втрати населення. На думку експерта Володимира Осаковського (PhD з економіки, Джорджтаунський університет) скорочення населення працездатного віку буде гальмувати зростання економіки РФ.
У I кварталі 2015 року в Росії число померлих перевищило число народжених на 11,5 % (у I кварталі 2014 року — на 5,5 %). Станом на 2015 рік число підлітків, скоротилася за останні 15 років на 40 %. У 2014 році сумарний коефіцієнт народжуваності в Росії становив 1,75 дитини на одну жінку, що майже на 17 % нижче рівня простого відтворення в 2,1 дитини на одну жінку. У 2015 році число народжених в Росії знизилася на 0,2 % порівняно з 2014 роком.

## Криза інституту сім'ї
Демографічний розвиток російської сім'ї в останні роки має такі особливості:
- Зростає число нуклеарних сімей[19].
- Зростає кількість сімей з одним батьком, серед яких переважає так звана «материнська сім'я»

Починаючи з 1967 року рівень народжуваності в Росії не забезпечує простого відтворення населення.

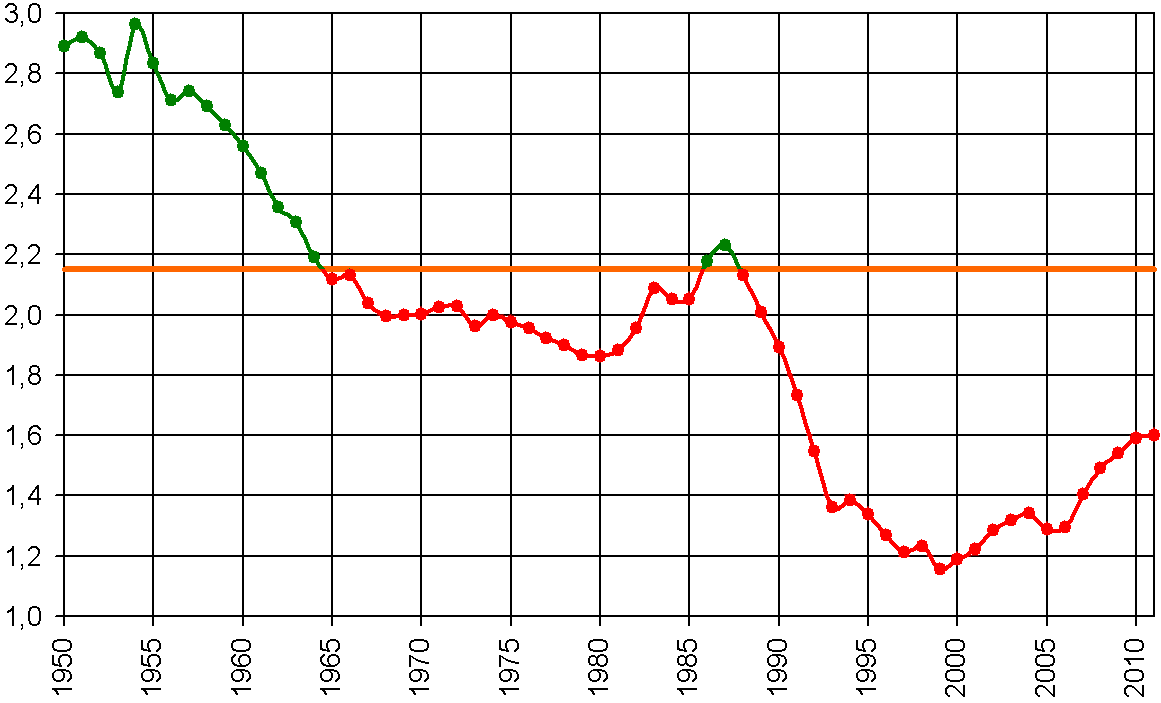
Сумарний коефіцієнт народжуваності в Росії в період з 1950 по 2009 рік

#### «Російський хрест»
У деяких російських наукових публікаціях і публіцистиці явище щорічного перевищення кількості померлих над кількістю народжених, спостережуване в результаті падіння народжуваності і зростання смертності, характерних для населення Росії називається «російський хрест».

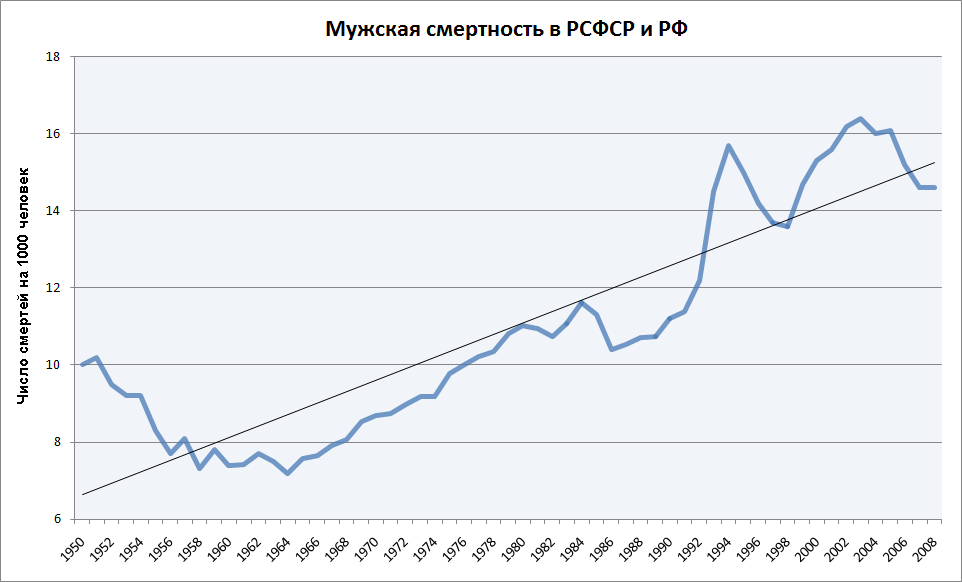
Динаміка загального коефіцієнта смертності чоловіків в РРФСР і РФ з 1950 року

### Статистика абортів
Всього з 1960 по 1990 р. в РРФСР вироблено 143 288 тис. абортів, з 1990 по 2008, — 41 795 тис. Таким чином за період 1960-2008 р. сумарно зроблено понад 185 тис абортів.

## Прогнози
У 2015 р. для стабілізації чисельності населення (при відсутності міграції) був необхідний сумарний коефіцієнт народжуваності, що дорівнює 2,52, у 2020 р. буде — 3,03, у 2025 р. — 3,41, у 2030 р. — 3,58, в 2035 р. — 3,77, у 2040 р. — 4,12, в 2045 р. — 4,53 і в 2049 р. — 4,80 дитини на одну жінку. Підвищення СКР до 2,1 малоймовірно. Рівень народжуваності в 1,6 народжень на одну жінку не буде істотно перевищений у найближчій перспективі.

### Довідники
- Демографічний щорічник Росії — 2008 [Архівовано 5 березня 2016 у Wayback Machine.]
- Демографічний щорічник Росії — 2010

### Монографії
- Єрмаков С. П., Захарова О. Д. Демографічний розвиток Росії в першій половині ХХІ століття. — М.: ИСПИ РАН, 2000.
- Антонов А. В., Медков В. М., Архангельський Ст. Н. Демографічні процеси в Росії ХХІ століття. — М.: «Грааль», 2002.
- Зіверт Ш., Захаров С., Клингхольц Р. Зникаюча світова держава [Архівовано 27 листопада 2019 у Wayback Machine.] Берлін: Berlin Institute for Population and Development, 2011. ISBN 978-3-9812473-8-1
- Ст. Л. Чечулин, в. І. Смислів Моделі соціально-економічної ситуації в Росії 1990-2010 років і сценарні прогнози до 2100 року: монографія / Ст. Л. Чечулин, в. І. Смислів; Перм. держ. нац. дослідж. ун-т. - Перм, 2013.- 194 с. ISBN 978-5-7944-2273-3 http://www.psu.ru/files/docs/science/books/mono/_Chechulin_Smyslov_modeli_2013(1).pdf [Архівовано 24 вересня 2015 у Wayback Machine.]
- Еберштадт Н. Демографічна криза в Росії у мирний час.